# Distrito de Huambos
El Distrito de Huambos es uno de los diecinueve que conforman la Provincia de Chota, ubicada en el Departamento de Cajamarca, bajo la administración del Gobierno regional de Cajamarca, en el norte del Perú. Limita por el norte con el Distrito de Querocoto, por el sur con el Distrito de Sexi y Distrito de Chancaybaños, en el oeste con el Distrito de Llama (Chota) y por el este con el Distrito de Cochabamba (Chota)

## Historia
La historia de Huambos cuenta con muchas etapas, en la época preinca fue parte del reino de los Wambos, un extenso reino que llegó por el norte hasta el río Chamaya y limitó con los Bracamoros, por el sur tuvo límite con la cultura Caxamarca, hacia el este el río chotano marcó su delimitación con la cultura Chetilla y por el oeste limitó con los Moche, muestra de ello son sus múltiples restos arqueológicos
Durante la expansión inca de Tupac Yupanqui los Wambos habrían decidido formar parte de manera diplomática del ya en ese entonces imperio Inca, es por ello que los incas les darían algunos favores, como por ejemplo es sabido que Huambos fue un tambo donde el Inca descansaba duranta algunos días en sus viajes de Cajamarca al norte y viceversa, muestra de ello es el palacio de Inkawasi a unos 10 km de la actual ciudad de Huambos además de otros restos arqueólogicos en todo su extensa área, además los incas habrían dado los Huambos el control del reino Chetilla al este luego de conquistarlo por las armas a este último al no querer someterse, es por ello que a la llegada de los españoles Huambos era una extensa región inca que abraca casi todo el centro del actual departamento de Cajamarca
Huambos tiene presencia en la época colonial como provincia de "Guambos" que incluye los territorios actuales de Chota, Cutervo y Santa Cruz.https://fotos.patrimonionacional.es/biblioteca/ibis/pmi/II_344_B/0004.jpg
El distrito fue creado a principios de la República (12 de febrero de 1821), en el gobierno del Libertador Simón Bolívar. Su creación fue ratificada mediante Ley N°12301 del 2 de enero de 1857, en el gobierno del Presidente Ramón Castilla.

## Geografía
Está en la vertiente oriental de la cordillera de los andes, su altitud media es de 2276 m s. n. m. y tiene una extensión de 240,72 km².

## Capital
Tiene como capital a la ciudad de Huambos que se ubica al oeste a 38 km de la ciudad de Chota.  

## Población
Su población es de aproximadamente 9800 habitantes. Gran parte de su población ha emigrado a las grandes ciudades de la costa y esto ha ocasionado un estanque en su desarrollo como ciudad y en lo comercial, se dedica a la agricultura, criado de ganado vacuno y ovino. 

## Autoridades

### Municipales
- 2023-2026[1]
  - Alcalde: MARIANO BUSTAMANTE DIAZ, del Partido Político ALIANZA POR EL PROGRESO (A).
  - Regidores: VERONICA RAMIREZ LOZADA (A), PERCI CARRERO CARRERO (A), MARIO HURTADO MEGO (A), CLARA EDITA TRUJILLANO BRAVO (A), MARIA JESUS CULQUI PEREZ ().

### Religiosas
Parroquia San Juan Bautista

## Vías de comunicación
Por Huambos atraviesa la carretera que va desde Chiclayo hacia Cutervo, Chota y otros pueblos aledaños.

## Festividades
Huambos es también conocido por su fiesta patronal en honor a San Juan Bautista